# Proinvolvulus asperulicollis
Proinvolvulus asperulicollis is een keversoort uit de familie Rhynchitidae. De wetenschappelijke naam van de soort is voor het eerst geldig gepubliceerd in 1956 door Voss.